# Homenmen Bejrut
Homenmen Bejrut (ar. نادي الهومنمن بيروت, orm. Հայ Մարզական Միութիւն (ՀՄՄ) tłumaczony jako "Ormiańskie Stowarzyszenie Atletyczne") – libański klub piłkarski z siedzibą w Bejrucie i reprezentujący lokalną społeczność ormiańską.

## Historia
Homenmen FC został założony w 1921 roku w Bejrucie, zaledwie 3 lata po ustanowieniu w 1918 roku ogólnoświatowej ormiańskiej światowej organizacji Homenmen w Aleppo, w Syrii. Homenmen Bejrut jest częścią organizacji Homenetmen. Klub występuje w libańskiej 3 dywizji w piłce nożnej.

## Sukcesy

### Trofea międzynarodowe
- 2.runda w Azjatyckiej Lidze Mistrzów: 1995/96:

### Trofea krajowe
| \| \| Zdobyte trofea w rozgrywkach Libanu (stan na: 1-01-2014) \| |                                                          |      |                        |
| Rozgrywki                                                         | Osiągnięcie                                              | Razy | Sezon(y)               |
| Mistrzostwo                                                       | I miejsce                                                | 4    | 1945, 1954, 1957, 1961 |
| Mistrzostwo                                                       | II miejsce                                               | ?    |                        |
| Mistrzostwo                                                       | III miejsce                                              | ?    |                        |
| Puchar                                                            | zdobywca                                                 | 1    | 1999                   |
| Puchar                                                            | finalista                                                | ?    |                        |
| II liga                                                           | I miejsce                                                | ?    |                        |
| II liga                                                           | II miejsce                                               | ?    |                        |
| II liga                                                           | III miejsce                                              | ?    |                        |
| Liban                                                             | Zdobyte trofea w rozgrywkach Libanu (stan na: 1-01-2014) |      |                        |

## Stadion
Klub rozgrywał swoje mecze domowe na stadionie Bourj Hammoud Stadium w Bejrucie, który może pomieścić 10,000 widzów.